# Hemiaspis signata
Hemiaspis signata — вид отруйних змій родини аспідових (Elapidae). Ендемік Австралії.

## Поширення і екологія
Hemiaspis signata мешкають на східному узбережжі Австралії, в Квінсленді і Новому Південному Уельсі. Вони живуть у вологих тропічних лісах і скелофільних лісах, на берегах боліт і струмків. Живляться жабами і сцинками. Ведуть переважно денний спосіб життя, у спекотні дні активні вночі або в сутінках.